# Chambon-sur-Lac
Chambon-sur-Lac település Franciaországban, Puy-de-Dôme megyében. Lakosainak száma 407 fő (2022. január 1.). Chambon-sur-Lac Besse-et-Saint-Anastaise, Chastreix, Mont-Dore, Murol, Picherande, Saint-Victor-la-Rivière és Saulzet-le-Froid községekkel határos.

## Népesség
A település népességének változása:
| Lakosok száma | 363  | 394  | 413  | 417  | 417  | 423  | 418  | 413  | 407  |
|               | 2013 | 2015 | 2016 | 2017 | 2018 | 2019 | 2020 | 2021 | 2022 |